# WSG Wietersdorf
Die Werkssportgemeinschaft Wietersdorf, kurz WSG Wietersdorf, ist ein Fußballverein aus der Kärntner Marktgemeinde Klein Sankt Paul. Der Verein gehört dem Kärntner Fußballverband (KFV) an und spielt seit der Saison 2018/19 in der 2. Klasse C, der siebthöchsten und somit niedrigsten Spielklasse. Größter Erfolg der Vereinsgeschichte war die Teilnahme an der Hauptrunde des Österreichischen Fußball-Cups 1993/94. 

## Geschichte
Die WSG Wietersdorf wurde gemäß ZVR 1964 gegründet. Allerdings spielte ein Vorgänger des Vereins bereits in der Saison 1963/64 in der Kärntner Landesliga, der höchsten Spielklasse des Bundeslandes. In dieser wurde man allerdings Letzter. In der Saison 1968/69 spielte Wietersdorf erneut in der Landesliga, stieg aber erneut direkt wieder ab. Ab 1988 wurde der Verein aus Klein Sankt Paul schließlich fester Bestandteil der Kärntner Liga.
In der Saison 1993/94 setzte man sich im ÖFB-Cup in der Vorrunde gegen den ATSV Wolfsberg durch und qualifizierte sich somit erstmals in der Vereinsgeschichte für die Hauptrunde des Cups. In der ersten Runde unterlag der Verein aber dem steirischen Landesligisten SVA Kindberg mit 2:3. Dies blieb bis heute die einzige Hauptrundenteilnahme. In den darauffolgenden zwei Spielzeiten scheiterte man immer in der Vorrunde.
Nach 18 Jahren ohne Unterbrechung in der Kärntner Liga stieg der Verein 2005/06 als Tabellenletzter wieder in die fünftklassige Unterliga ab. In dieser wurde man in der Saison 2006/07 Zehnter. In der Saison 2007/08 folgte schließlich mit Rang 14 auch der Abstieg in die sechstklassige 1. Klasse. In dieser wurde Wietersdorf in der Saison 2008/09 mit fünf Punkten Rückstand auf den Friesacher AC Vizemeister der Gruppe C der 1. Klasse. Dadurch verfehlte man den Aufstieg nur äußerst knapp. In der Spielzeit 2009/10 wurde Wietersdorf Dritter, wieder fehlten fünf Punkte auf den Meister, der diesmal GSC Liebenfels hieß. In der Saison 2010/11 hatte man mit dem Aufstieg nichts mehr zu tun und wurde nur Achter.
In der Saison 2011/12 belegte Wietersdorf den fünften Rang. In der Saison 2012/13 wurde das Team wieder Dritter. 2013/14 landete Wietersdorf auf dem siebten Rang, 2014/15 wurde man wieder Siebter. In der Saison 2015/16 entging man mit Platz 13 knapp dem Abstieg, in der Saison 2016/17 schaffte man es mit Platz 14 ebenfalls gerade noch. In der Saison 2017/18 vollzogen die Wietersdorfer einen Umbruch, setzten vermehrt auf junge Spieler. Dem Verein gelang es allerdings nicht annähernd eine konkurrenzfähige Mannschaft zusammenzustellen und so wurde der Verein zur Schießbude der Liga, man erzielte die wenigsten Tore aller Teams (22) und kassierte in den 30 Saisonspielen 157 Treffer – durchschnittlich also über fünf pro Spiel. Drei Mal verlor Wietersdorf gar zweistellig, gegen den späteren Vizemeister ASKÖ Gurnitz setzte es mit 14:3 die höchste Saisonniederlage. Wietersdorf gewann zudem nur zwei Spiele und stieg folglich mit nur acht Punkten am Konto abgeschlagen als Tabellenletzter in die siebtklassige 2. Klasse, die niedrigste Spielklasse Kärntens, ab, in der man seither spielt.